# ゲツセマネの祈り (クラナッハ)

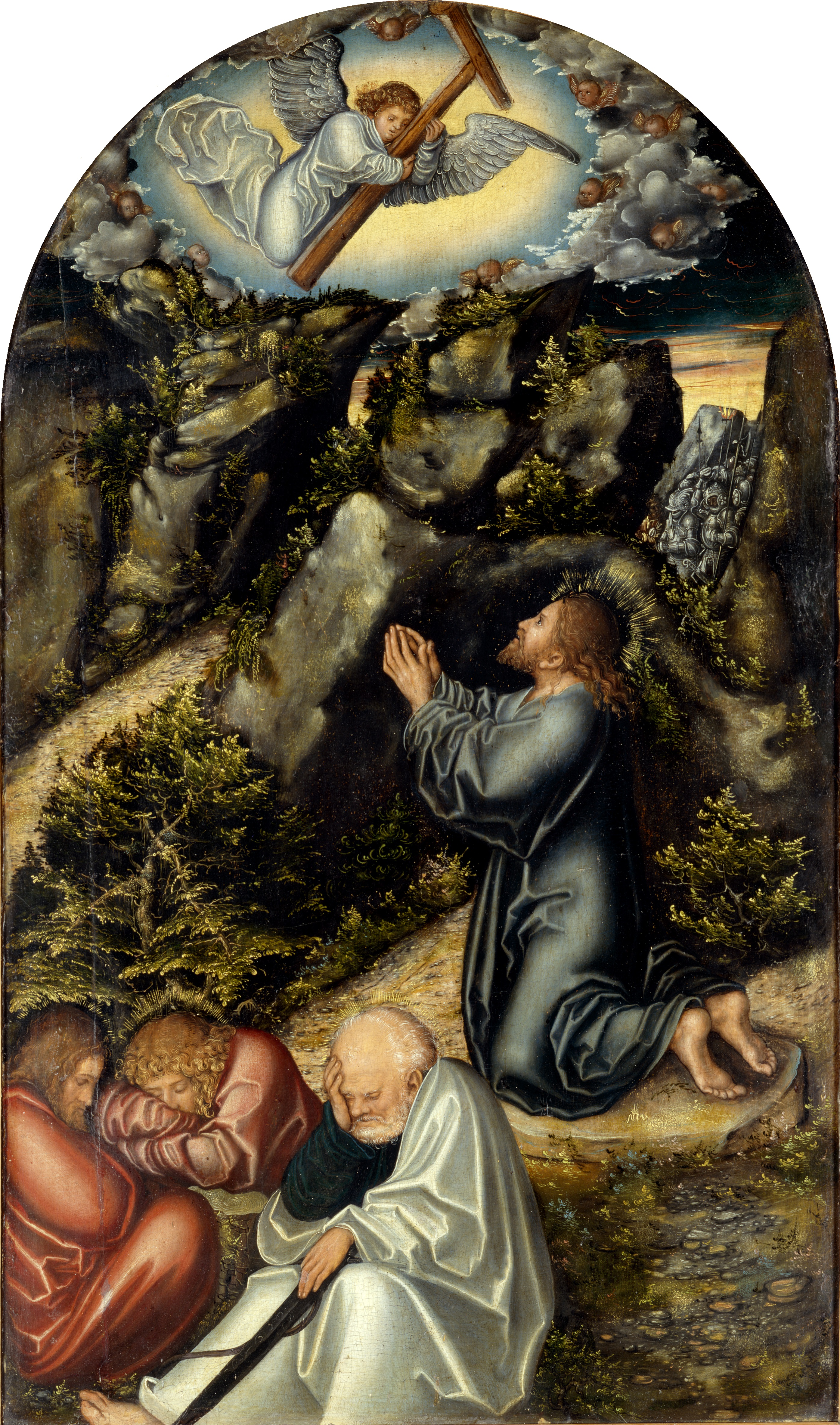
ルーカス・クラナッハ (父) 『ゲツセマネの祈り』 (1520年ごろ)、68 x 40.2センチ、アルテ・マイスター絵画館、ドレスデン

『ゲツセマネの祈り』（ゲツセマネのいのり、独: Christus am Ölberg、英: Agony in the Garden）は、ドイツ・ルネサンス期の画家ルーカス・クラナッハ (父) が板上に油彩で描いた絵画である。画家中期の作品で、1518年ごろに制作された。主題は、『新約聖書』「マタイによる福音書」26章などで語られている「受難」を前にしたイエス・キリストの「ゲツセマネの祈り」である。作品は1968年以来、東京の国立西洋美術館に所蔵されている。

## 作品
「マタイによる福音書」 (26章36-46)、「マルコによる福音書」 (14章32-42)、「ルカによる福音書」 (22章39-46) によれば、「最後の晩餐」の後、イエス・キリストは使徒のペテロ、ヤコブ、ヨハネを連れ、オリーブ山の麓にあるゲツセマネの園へ向かう。到着すると、キリストは弟子たちに「起きて祈るように」命じてから、1人少し離れた場所で懸命に祈った。彼は自分が処刑に処せられることを知っており、神の意志のままに従うことに決めていたのである。キリストが祈る間、3人の弟子たちは誘惑に負けて、眠り込む。
画面中央の土地が一段高くなったところにキリストが、その下にキリストの命令にも拘わらず眠り込んでしまった3人の使徒が描かれている。上部右側には、受難の盃と十字架を手にした天使が現れており、画面左寄り遠景にはイスカリオテのユダに先導された群衆が迫っている。これはキリストの受難の始まりであり、彼が人間としての苦しみと神性の自覚の狭間で葛藤する瞬間である。この絵画に描かれている彼の力ない身振りと表情からは、その心理を読み取るべきなのかもしれない。
暗くなりかけた宵空は、上空の暗雲と夕陽に映える低い部分とが不気味な対照をなし、キリストの苦悩とこれから起こる悲劇を象徴しているようである。絵画に認められる例外的な細部描写は、キリストが抱えるいまだ人間的な苦悩の象徴であろう。この時期の「ゲツセマネの祈り」を主題とした絵画としてはやや珍しいことに、キリストの身体には血の汗が流れている。本作はそのサイズからして、鑑賞者の感情移入を誘い、それによって信仰心を高める媒体となる個人祈祷のための作品であったと思われる。
風景描写にはまだドナウ派風の様式が感じられ、本作が画家のウィーン時代に制作された初期作品とそれほど隔たったものではないことを示唆している。鮮明な黄色と橙色を用いた空の描写にも、ウィーン時代の表現主義的名残が認められる。
なお、ドレスデンのアルテ・マイスター絵画館には本作より少し大きい『ゲツセマネの祈り』があり、多くのモティーフで本作と共通している。